# Humpisch
Humpisch oder Bargunsch wurde die Geheimsprache der Tödden, auch Tüötten oder Tiötten, genannt, die im  17./18. Jahrhundert als saisonal wandernde Kaufleute und Hausierer aus Westfalen und angrenzenden Regionen in die Niederlande (ugs. Holland) und dann in das übrige Nordeuropa, von England bis nach Riga zogen. Sie verkauften dort insbesondere Leinen, das in ländlich/häuslichen Betrieben während des vorhergehenden Winters hergestellt worden war, später auch Metallwaren.
Die Tödden waren eine mehr oder weniger in sich geschlossene Gesellschaft; sie verwendeten eine eigene, angeblich nur unter ihren männlichen Mitgliedern bekannte und benutzte Sprache, das Bargunsch oder Humpisch. Westfälische Tödden kamen vor allem aus den Gemeinden Hopsten, Mettingen, Recke, Ibbenbüren und Rheine, aber auch aus den angrenzenden Gebieten wie Schapen, Beesten, Freren, Messingen und Thuine und aus dem südlichen Westfalen, insbesondere aus Winterberg. Das damals von ihnen gesprochene Humpisch oder Bargunsch ist nur noch in Fragmenten erhalten. 
1866 hatte Heinrich Stüve in Lübeck eine Liste mit Wörtern der Töddensprache erstellt. Diese Aufstellung veröffentlichte Friedrich Kluge 1901 zusammen mit eigenem Material, das er 1900 bei einer Reise nach Mettingen bei Familien, die im Töddenhandel tätig gewesen waren, gesammelt hatte. Louis Stüve und Hubert Rickelmann erweiterten die Liste noch um einige Wörter, die sie selbst gefunden hatten. Es sind nur 270 Wörter bekannt. Die Sprache muss wohl in Verbindung mit dem münsterländischen Platt gesprochen worden sein.

## Herkunft der Töddensprache
Da es keine verfassten Aufzeichnungen in der Töddensprache gibt, besteht für die Erforschung dieser Sprache keine Möglichkeit, vom sprachlichen Zusammenhang eines Textes auszugehen. Es stehen lediglich noch isolierte Wörter zur Analyse zur Verfügung. Die Anwendung als Geheimsprache erschwert die Analyse durch die Tendenz zur absichtlichen Verfälschung zusätzlich. Einige erhalten gebliebene Wörter lassen sich aus dem westfälischen und/oder anderen Formen des Plattdeutschen und aus der Beziehung zum niederländischen Sprachraum erklären. Etliche humpische Wortschöpfungen sind möglicherweise durch Kontakte zu anderem fahrendem Volk entstanden. Nicht ganz geklärt sind die Beziehungen zwischen den Tödden und den Teuten, den kempenschen Marskrämern. J. G. M. Moormann verweist auf eine merkwürdige Übereinstimmung bei 32 Wörtern, die sowohl in der Teutensprache als auch in der Töddensprache Humpisch vorkommen. Josef Veldtrup meint, dass nicht sicher ist, welcher Begriff von wem entnommen worden ist. Andere Wörter scheinen einen englischen, französischen, spanischen, lateinischen oder griechischen Ursprung zu haben. Wörter, die eine jiddische oder Abstammung von den Roma aufweisen, sind nach Veldtrup eher selten.